# 龙廷霸
龙廷霸（1916年—1995年），又名龙廷坝，男，壮族，广西天等人，中国画家，曾任中国美术家协会理事，第六届全国人大代表。